# Лувруаль
Лувруа́ль (фр. Louvroil) — коммуна во Франции, регион О-де-Франс, департамент Нор, округ Авен-сюр-Эльп, кантон Мобёж. Расположена в 1,5 км от Мобёжа на противоположном берегу Самбры. В центре коммуны находится железнодорожная станция Лувруаль линии Крей-Жёмон.
Население (2017) — 6 481 человек.

## История
Первое упоминание о Лувруале в источниках относится к 884 году. На протяжении веков, вплоть до Великой французской революции, деревня принадлежала аббатству Отмон. Промышленная революция в середине XIX века превратила небольшую деревню в промышленный центр. Судоходство на Самбре и строительство железной дороги способствовали появлению в Лувруале нескольких металлургических заводов.

## Экономика
Завершение Славного тридцатилетия сильно ударило по местной экономике.
Катастрофы удалось избежать, но уровень безработицы в городе один из самых высоких в регионе.
Структура занятости населения:
- сельское хозяйство — 0,7 %
- промышленность — 19,6 %
- строительство — 1,6 %
- торговля, транспорт и сфера услуг — 58,0 %
- государственные и муниципальные службы — 20,1 %

Уровень безработицы (2017) — 37,5 % (Франция в целом — 13,4 %, департамент Нор — 17,6 %). 

Среднегодовой доход на 1 человека, евро (2017) — 13 990 (Франция в целом — 21 110, департамент Нор — 19 490).

## Демография
Динамика численности населения, чел.

## Администрация
Пост мэра Лувруаля с 2018 года занимает коммунист Гизеп Аскон (Guiseppe Ascone). На муниципальных выборах 2020 года возглавляемый им левый список победил в 1-м туре, получив 69,98 % голосов.
| Период | Период | Фамилия          | Партия                  | Примечания                                    |
| ------ | ------ | ---------------- | ----------------------- | --------------------------------------------- |
| 1977   | 2001   | Андре Боке       | Коммунистическая партия | мастер, член Генерального совета департамента |
| 2001   | 2018   | Анник Маттигелло | Коммунистическая партия | член Генерального совета департамента         |
| 2018   |        | Гизеп Аскон      | Коммунистическая партия |                                               |